# Михич, Ловро
Ловро Михич (хорв. Lovro Mihić; род. 25 августа 1994, Загреб) — хорватский гандболист, выступает за гандбольный клуб «Висла» и сборную Хорватии по гандболу. Участник летних Олимпийских игр 2024 года.

## Карьера

### Клубная
Ловро Михич воспитанник гандбольного клуба «Загреб», в составе которого дебютировал в Премьер-лиге Хорватии в сезоне 2011/12 годов. Становился чемпионом в 2012, 2013, 2014, 2015 и 2016 годах, а в 2013, 2014, 2015 и 2016 годах был обладателем Кубка Хорватии. Участвовал в Лиге чемпионов ЕГФ.
С 2016 года выступает за польский клуб «Висла», с которым становился обладателем кубка в 2022, 2023 и 2024 годах, а также чемпионом в 2024 году.

### Международная карьера в сборной
В составе сборной Хорватии Михич финишировал четвертым на чемпионате мира 2017 года, забив 14 голов в девяти матчах. На чемпионате Европы 2018 года он играл за сборную, которая финишировала пятой. Забил два гола в семи матчах.
На чемпионате Европы 2022 года вновь принял участие в турнире, где хорваты заняли 8-е место, Михич сыграл только в одном матче. На чемпионате мира 2023 года хорваты заняли 9-е место, а Ловро забил семь голов в пяти матчах.
В августе 2024 года был включён в состав Хорватии на Олимпийский турнир по гандболу. Сборная Хорватии, сыграв пять матчей не смогла выйти из группы А, а игроки команды завершили участие в турнире.

## Награды
- Орден Хорватской звезды с ликом Франьо Бучара (10 марта 2025 года)[2]